# Tim van Rijthoven
Tim van Rijthoven (Roosendaal, 24 april 1997) is een oud-professioneel tennisspeler uit Nederland. Van Rijthoven begon met tennis toen hij zeven jaar oud was. Zijn favoriete ondergrond is hardcourt. Hij speelt rechtshandig en heeft een enkelhandige backhand. Hij was actief in het internationale tennis van 2013 tot 2025.

## Loopbaan
In 2015 bereikte hij als junior plaats 13 van de wereldjongerenranglijst. In 2014 bereikte hij de kwartfinales enkelspel van het jongerentoernooi van Wimbledon en de halve finales van het jongerendubbelspel.
Van Rijthoven kwam driemaal uit namens Nederland op de Davis Cup, waar hij een winst/verlies-balans van 2–1 heeft. Hij won 16 toernooien in de ITF World Tennis Tour, waaronder acht enkelspeltitels en acht dubbelspeltitels.
Van Rijthoven is gedurende een groot deel van zijn carrière geteisterd door blessures aan onder andere pols en elleboog.
Op 12 juni 2022 won hij het Libéma Open in Rosmalen door in de finale de nummer 2 van de wereld, Daniil Medvedev, te verslaan. Twee dagen later kreeg hij een wildcard voor het hoofdtoernooi van Wimbledon – hier bereikte hij de vierde ronde, waarin hij verloor van titelverdediger Novak Djokovic. In de rest van 2022 en het begin van 2023 speelde Van Rijthoven meerdere malen in het hoofdschema van een ATP-toernooi. Nadat hij in februari 2023 in de eerste ronde van het ATP-toernooi van Rotterdam uitgeschakeld werd door Maxime Cressy, hield wederom een elleboogblessure hem vijftien maanden aan de kant. In juni 2024 maakt hij op het Libéma Open zijn rentree.
In 2025 kondigde hij via instagram zijn pensioen aan wegens een hardnekkige elleboogblessure.

## Palmares
| Legenda               |
| --------------------- |
| Grand Slam            |
| Olympische Spelen     |
| ATP Finals            |
| ATP Tour Masters 1000 |
| ATP Tour 500          |
| ATP Tour 250          |

### ATP-finaleplaatsen enkelspel
| nr.              | finale       | toernooi     | ondergrond | tegenstander    | score    |         |
| ---------------- | ------------ | ------------ | ---------- | --------------- | -------- | ------- |
| gewonnen finales |              |              |            |                 |          |         |
| 1.               | 12 juni 2022 | ATP Rosmalen | gras       | Daniil Medvedev | 6–4, 6–1 | details |

## Resultaten grandslamtoernooien
| Legenda | Legenda                          |
| ------- | -------------------------------- |
| g.t.    | geen toernooi gehouden           |
| l.c.    | lagere categorie                 |
| –       | niet deelgenomen                 |
| G       | uitgeschakeld in de groepsfase   |
| 1R      | uitgeschakeld in de eerste ronde |
| 2R      | uitgeschakeld in de tweede ronde |
| 3R      | uitgeschakeld in de derde ronde  |
| 4R      | uitgeschakeld in de vierde ronde |
| KF      | uitgeschakeld in de kwartfinale  |
| HF      | uitgeschakeld in de halve finale |
| F       | de finale verloren               |
| W       | het toernooi gewonnen            |
| w-v     | winst/verlies-balans             |

### Enkelspel
| toernooi        | 2022 |
| --------------- | ---- |
| Australian Open | –    |
| Roland Garros   | –    |
| Wimbledon       | 4R   |
| US Open         | 2R   |